# Les Conspirateurs (film, 1944)
Pour les articles homonymes, voir Les Conspirateurs.
Pour plus de détails, voir Fiche technique et Distribution.
Les Conspirateurs (The Conspirators) est un film de Jean Negulesco sorti en 1944.

## Synopsis
Pendant la deuxième guerre mondiale, Vincent Van Der Lyn, ancien instituteur danois passé dans la résistance, arrive faire escale à Lisbonne, rare ville neutre, à destination de Londres. N'ayant aucun visa sur son passeport, il éveille la suspicion du Capitaine Pereira, chef de la police locale. A Lisbonne, ville devenue cosmopolite et interlope durant la guerre, Vincent Van Der Lyn rencontre Irene Von Mohr, épouse d'un diplomate allemand qui l'a sauvée autrefois de Dachau, ce que Vincent ignore pendant une bonne moitié du film. Le coup de foudre entre Vincent et Irene est immédiat mais les circonstances sont hostiles. Tout comme dans Casablanca, Irene n'aime pas son mari mais elle ne veut pas le quitter par devoir. Vincent Van Der Lyn rejoint Ricardo Quintanilla, chef de la résistance, réfugié dans un village de pêcheurs, et ce dernier lui confie rapidement qu'il y a un traitre dans leur réseau...

## Fiche technique
- Titre original : The Conspirators
- Titre français : Les Conspirateurs
- Réalisation : Jean Negulesco, assisté de Don Siegel (non crédité)
- Scénario : Vladimir Pozner et Leo Rosten d'après le roman The Conspirators de Frederic Prokosch
- Dialogue additionnel : Jack Moffitt
- Direction artistique : Anton Grot
- Décorateur de plateau : Walter F. Tilford
- Costumes : Leah Rhodes
- Photographie : Arthur Edeson
- Montage : Rudi Fehr
- Musique : Max Steiner
- Production : Jack Chertok et Jack L. Warner producteur exécutif
- Société de production et de distribution : Warner Bros.
- Pays :  États-Unis
- Langue : anglais
- Genre : Film d'espionnage
- Format : Noir et blanc - 35 mm - 1,37:1 - Son : Mono (RCA Sound System)
- Durée : 101 minutes
- Dates de sortie : 
  - États-Unis : 11 octobre 1944 (première à Bridgeport)
  - États-Unis 24 octobre 1944 (sortie nationale)
  - France : 28 janvier 1948

## Distribution
- Hedy Lamarr : Irene Von Mohr
- Paul Henreid : Vincent Van Der Lyn
- Sydney Greenstreet : Ricardo Quintanilla
- Peter Lorre : Jan Bernazsky
- Victor Francen : Hugo Von Mohr
- Joseph Calleia : Capitaine de police Pereira
- Carol Thurston : Rosa
- Vladimir Sokoloff : Miguel
- Eduardo Ciannelli : Colonel de police Almeida
- Steven Geray : Dr Schmitt
- Kurt Katch : Otto Lutzke

Acteurs non crédités :
- Leon Belasco : Le serveur de Vincent
- William Edmunds : Le vendeur de souvenirs aveugle
- John Mylong : Le commandant de la prison